# FC Wacker Munich
Ne doit pas être confondu avec FC Wacker Innsbruck.
Maillots
Le FC Wacker Munich est un club allemand de football basé à Munich dans le quartier de Sendling. Il est le troisième club de football de Munich, ayant connu son heure de gloire dans les années 1920, avec en 1922 un titre de champion d'Allemagne du Sud et participe deux fois aux demi-finales du championnat d'Allemagne. Jusqu'en 1980, le club joue au minimum en troisième division.

## Histoire

ancien logo

Le club est fondé le 7 mai 1903 sous le nom de FC Isaria Munich. Il changera ensuite de nom, d'abord FC Wittelsbach puis FC München-Laim. En 1904, il prend le nom de FC Wacker Munich. En 1919, le club remporte son premier titre de champion de Bavière du Sud en battant le Bayern Munich 5 à 1.
En 1921, commence l'âge d'or du club, avec un nouveau titre de champion de Bavière du Sud, puis en 1922 le premier titre de champion d'Allemagne du Sud d'un club bavarois. En demi-finale du championnat d'Allemagne le club échouera contre le Hambourg SV avec une défaite 4 à 0. En 1928, le FC Wacker rejouera de nouveau une demi-finale de championnat, cette fois-ci éliminé par le Hertha Berlin (1-2).
Après la Seconde guerre mondiale, le FC Wacker joue en deuxième division et sera promu en 1947 en Oberliga, le premier niveau allemand. Il ne restera qu'une saison au plus haut niveau allemand, il jouera jusqu'en 1954 en deuxième division puis jusqu'en 1980 en troisième division avec quelques apparitions en deuxième division. Après 1980, le club joue pour la première fois au quatrième niveau puis le déclin continue, frôlant même la disparition en 1994. En 1995, le FC Wacker repart au plus bas de l'échelle du football allemand.
Le FC Wacker est devenu un club formateur avec plus de 18 équipes de jeunes.

## Football féminin
La section féminine est créée en 1970, l'équipe montera deux fois en première division en 1992 et en 1994. La gardienne de but internationale Nadine Angerer joua trois saisons au FC Wacker avant de rejoindre le Bayern Munich (1996 à 1999). En 1999, la section féminine se sépare du club et devient le FFC Wacker Munich (de).

## Stade
Depuis 1972, le club joue au stade de la rue de Demleitner, de 1926 à 1948 le club est résident au Grünwalder Stadion, de 1963 à 1972 il joue au Dantestadion.

## Anciens joueurs
- Dietmar Hamann -  Allemagne
- Hans Bauer  Allemagne